# 水道記念館 (大阪市)

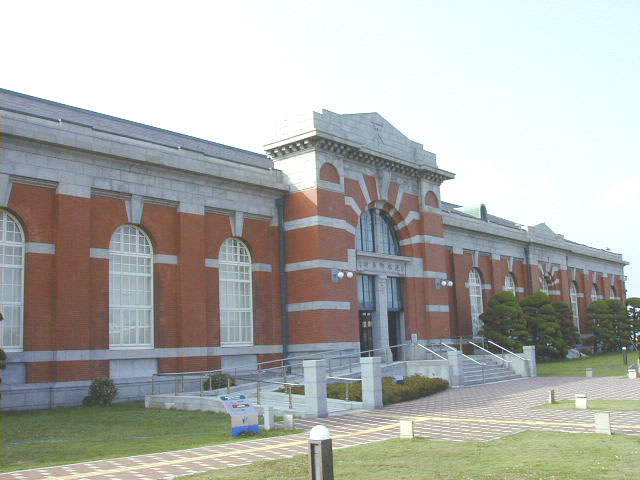
水道記念館

水道記念館（すいどうきねんかん）は、大阪市水道局が大阪市東淀川区に設置した、大阪市の水道の歴史について楽しみながら学ぶことができる科学館。かつては琵琶湖・淀川水系の淡水魚、貝類などを多く飼育していた。

## 建築概要
- 開設：1995年11月25日（大阪市の水道通水100周年を記念）
- 構造・階数・規模： 煉瓦造、地上1階、延床面積1,758平方メートル
- 屋根形式：寄棟造
- 旧第一配水ポンプ場（竣工：1914年、設計：宗兵蔵）を保存活用
- 赤煉瓦と御影石によるネオ・ルネッサンス様式
- 1999年、国の登録有形文化財に登録（第27-0072号）
- 2022年9月、土木学会選奨土木遺産に認定[1]。
- 夜間はライトアップされている

## 記念館の水族館

### 水族館の歴史
1995年、大阪市水道局・柴島浄水場の敷地内に開館した。2012年7月末で、貝や両生類、水草などを含め計142種、9,274個体を飼育し、淡水魚の水族館としては全国有数の規模で、中には、日本の天然記念物にも指定されるイタセンパラや、ほか絶滅危惧種のアユモドキなど希少種も飼育する。開館以来の累計入場者数は100万人超となり、2011度は9万3,558人の利用者があった。
大阪市の橋下徹市長は“水道事業の府市統合”を主張（水生生物の飼育展示をやめる方針）。2012年4月、魚の飼育について、市長が「水道局のやることなのか」、「大阪市の水道局単体の事業としてやるものではない」と、水族館を休館させ、コスト（外注費）の削減を行い、8月の会合で、水族館としての機能の維持に難色を示し、淡水魚の一部の希少種は大阪府立環境農林水産総合研究所の水生生物センター（平日に見学可）に移される計画となった。水道局は「費用対効果や優先順位を考えると、水道料金を充てて続ける事業ではないと判断した」とコメントした。産経新聞は、水道局の水族館を『国内有数のコレクション』、『貴重な淡水魚コレクション』と表現している。
2012年4月に水道記念館は一時休館となり、以降飼育の展示は中止となった。2012年7月、「淀川水系の淡水魚を次世代につなぐ会」の長田芳和 大阪教育大学名誉教授（動物生態学）などの研究者らは、大阪市に水族館の運営継続の要望書を提出。市側に「より魅力的な水族館にリニューアル」してほしい旨を伝えた。「公益社団法人 大阪自然環境保全協会」も存続を求めた。しかし2013年1月、市水道局は、橋下徹市長の“市政改革”の一環として、生物を展示する水族館は打ち切る方針を決め、市民団体に伝えた。
2013年10月には水道局が施設の有効活用と周辺地域の活況を期待して「水道記念館活用事業者」を募集するが、応募者はなかった。2014年3月、再募集をかけるが、これにも応募者はなかった。
その後、2016年8月に水道記念館は学習施設として一部リニューアルして夏季休暇期間に再度開館し、2017年には休日にも開館を行うようになった。2018年7月には飼育を続けていたアユモドキ及びイタセンパラの最後の個体が死亡し、両種の飼育を終了した。

## 利用情報
- 開館時間： 10時～16時[7]
- 開館日日： 土曜日 日曜日 祝日 （ただし12月〜2月の冬期を除く）[7]
- 入館料： 無料[7]
- 所在地： 〒533-0024 大阪府大阪市東淀川区柴島（くにじま）1丁目3番1号

## アクセス
- 西中島南方駅（Osaka Metro御堂筋線）2号出口より徒歩約15分
- 阪急京都本線・南方駅から徒歩約15分、崇禅寺駅より徒歩約20分
- 柴島駅（阪急千里線）から徒歩約15分
- 大阪シティバス37,37C,93,93C系統「長柄橋北詰」バス停下車徒歩約10分、93,93C系統「西中島1丁目」バス停下車徒歩約7分